# Neodesha, Kansas
Neodesha, Kansas (енгл. Neodesha) град је у америчкој савезној држави Канзас.

## Демографија
По попису из 2010. године број становника је 2.486, што је 362 (-12,7%) становника мање него 2000. године.
| Група             | 2000.         | 2010.         |
| Белци             | 2.721 (95,5%) | 2.336 (94,0%) |
| Афроамериканци    | 10 (0,4%)     | 11 (0,4%)     |
| Азијати           | 6 (0,2%)      | 11 (0,4%)     |
| Хиспаноамериканци | 60 (2,1%)     | 73 (2,9%)     |
| Укупно            | 2.848         | 2.486         |